# قناة القنال
عرفت سابقاً بالقناة الرابعة، بدأت إرسالها في أكتوبر 1988 لخدمة إقليم قناة السويس (الإسماعيلية، بورسعيد، السويس، شمال سيناء، جنوب سيناء) ويغطي إرسالها كذلك محافظة الشرقية، ويقع مقر القناة بالإسماعيلية.

## أهم البرامج
- صباح المحروسه: التاسعه صباحاً يوميا
- اخبار القنال: العاشره مساء يوميا وفي رمضان الحادية عشر مساء يوميا
- القنال اليوم: برنامج اخباري.[1]
- صوت الناس: وهو برنامج يعرض آراء مواطنين محافظات القنال المعيشية.
- برامج رياضية مختلفة بشكل مثل (الدراويش - المصراويه - السوايسه- مش بس كورة - الكورة بالصوت والصورة).[2]
- برنامج منطقة حرة.[3]